# Тајсто Меки
Тајсто Армас Меки (фин. Taisto Mäkio; Ванта, 2. децембар 1910 — Хелсинки, 1. мај 1979) бивши је фински атлетичар, тркач на дуге стазе, европски првак и вишеструки светски рекордер.
У свом првом и једином такмичњу највишег ранга у каријер, Европском првенству 1938. у Паризу победио је у трци на 5.000 метара.
Дана 29. септембра 1938. у Тампереу резултатом 30:02,0 побољшао је за више од 3 секунде светски рекорд на 10.000 метара којег је држао његов земљак Илмари Салминен. Следеће сезоне оборио је и светске рекорде: 7. јуна 1939. године у Хелсинкију поставио рекорд на 2 миље резултатом 8:53,2, побољшавајући резултат Миклоша Сабоа за скоро 3 секунде, а 16. јуна исто у Хелсинкију је за 8 секунди поправио светски рекорд Лаури Лехтинена на 5.000 метара, постигавши време 14:08,8.
Меки је био први човек на свету који је 17. септембра 1939. године у Хелсинкију, трчао 10.000 метара за брже од пола сата, резултатом од 29:52,6.
Након избијања зимског рата између Совјетског Савеза и Финске, Тајсо Меки је мобилисан. У почетку је служио на Карелијском прелазу. У фебруару 1940. године послат је са Павом Нурмијем у Сједињене Америчке Државе са мисијом да подстакне трансфер средстава за одбрану у Финској. Током путовања, два месеца се такмичио са америчким спортистима. Други светски рат спречио га је да се појави на Олимпијским играма.